# James Walker (graveur)
Pour les articles homonymes, voir James Walker et Walker.
James Walker, né au milieu du XVIIIe siècle et mort dans le premier quart du XIXe, est un graveur britannique en manière noire.

## Biographie
D'après le Bénézit, James Walker naît en 1748 à Londres. D'après l' Oxford Dictionary of National Biography, il naît vers 1758/1760. 
Fils (selon Redgrave) d'un capitaine dans le service marchand, il est apprenti chez le graveur londonien Valentine Green le 28 janvier 1773. Il quitte Valentine Green en 1780, l'année de sa première planche publiée, datée du 2 juillet, qui représente Sir Hyde Parker, d'après George Romney.
Bien qu'éminent graveur à la manière noire en Angleterre, James Walker émigre en Russie en 1784, où il reste pendant près de vingt ans. Il est invité à Saint-Pétersbourg par l'impératrice Catherine II, qui le nomme graveur de Sa Majesté impériale, avec un salaire annuel de 1 000 roubles. Son rôle consiste à exécuter des mezzotintes d'après les tableaux de maîtres anciens de la collection impériale, qui sont ensuite publiés dans deux albums intitulés Une collection d'estampes, provenant des tableaux les plus célèbres de la galerie de sa majesté impériale Catherine II. James Walker grave également des portraits de la famille impériale et de l'aristocratie russe. Sa nomination en tant que graveur de la cour est renouvelée par l'empereur Alexandre Ier et il est membre de l'Académie impériale des arts de Saint-Pétersbourg. Il retourne en Angleterre avec une pension en 1802. Il se rend à nouveau à Saint-Pétersbourg en 1805.
La date de sa mort est incertaine : selon le Bénézit, il serait mort vers 1808 à Londres ; d'après Anthony Cross, il est probablement mort au début de l'année 1822 et enfin, d'après Ekaterina Skvortcova, il serait mort vers 1823, tandis que l' ODNB donne la période 1822-1825.

## Œuvre

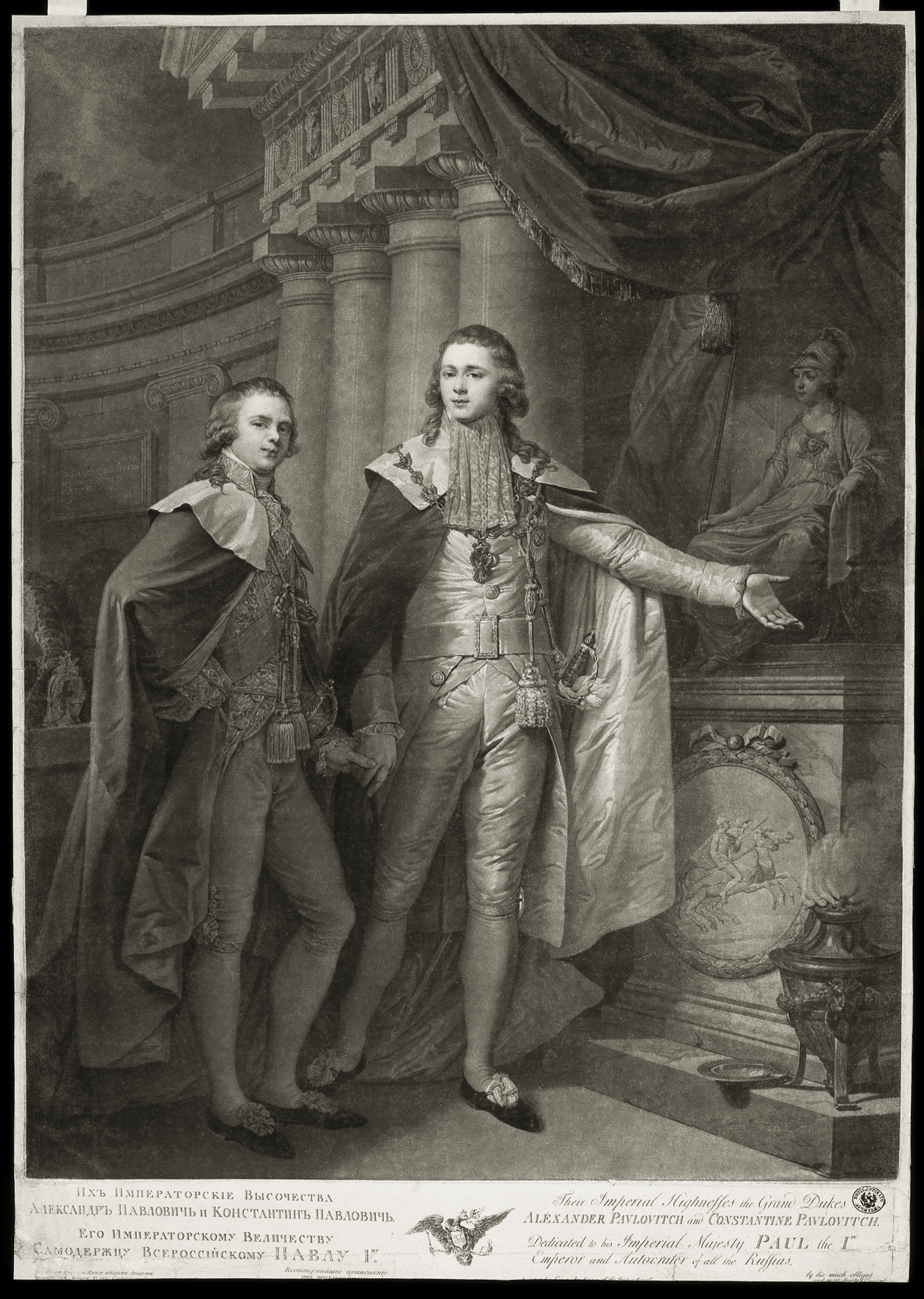
Le Grand-duc Constantin Pavlovitch de Russie et l'empereur Alexandre Ier, gravure de James Walker (1797) d'après Johann-Baptist Lampi l'Ancien.

La première planche publiée de James Walker porte la date du 2 juillet 1780. Au cours des trois années suivantes, il produit : des portraits, d'après George Romney et autres ; des scènes de genre, comme The Spell et The Village Doctress, d'après James Northcote ; une scène extraite de Cymbeline, d'après Edward Penny.
James Walker perd 24 de ses cuivres dans un naufrage au large de Great Yarmouth, lors de son retour en Angleterre en 1802. Une liste de celles-ci est donnée dans le catalogue d'une vente de ses plaques restantes et des impressions des plaques perdues Sotheby's, le 29 novembre 1822. Un portrait d'Alexandre Ier est publié après son retour, le 1er mai 1803.
Un certain nombre de mezzotintes de James Walker sont publiées pour la première fois en 1819, et une, Le Triomphe de Cupidon, d'après Parmigianino, en 1822.
L'ouvrage Paramythia publié anonymement en 1821 à Londres et rapportant des anecdotes sur la cour de Catherine II, lui a été attribué par Cross.